# Sarfo Gyamfi
Sarfo Gyamfi (sinh ngày 17 tháng 7 năm 1967) là một cựu cầu thủ bóng đá người Ghana. Ông là một phần của đội hình tham dự Cúp bóng đá châu Phi 1992 nơi Ghana vào đến trận chung kết.
Ông thi đấu bóng đá ở Ghana, Nigeria và châu Âu, có biệt danh "Chủ tịch da đen" được đặt bởi cổ động viên Asante Kotoko. Ông giải nghệ năm 1998.